# 柱

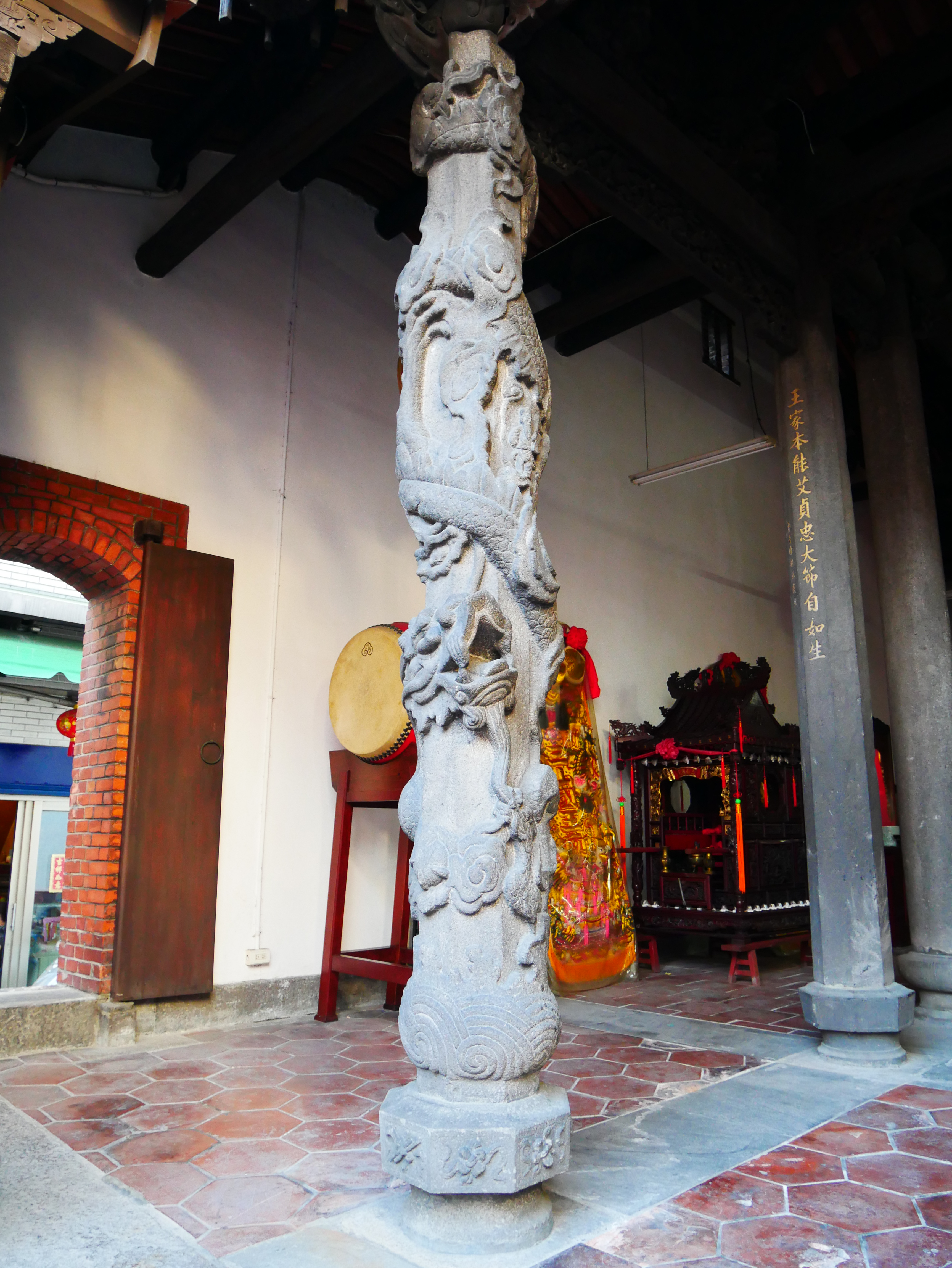
新莊廣福宮正殿龍柱

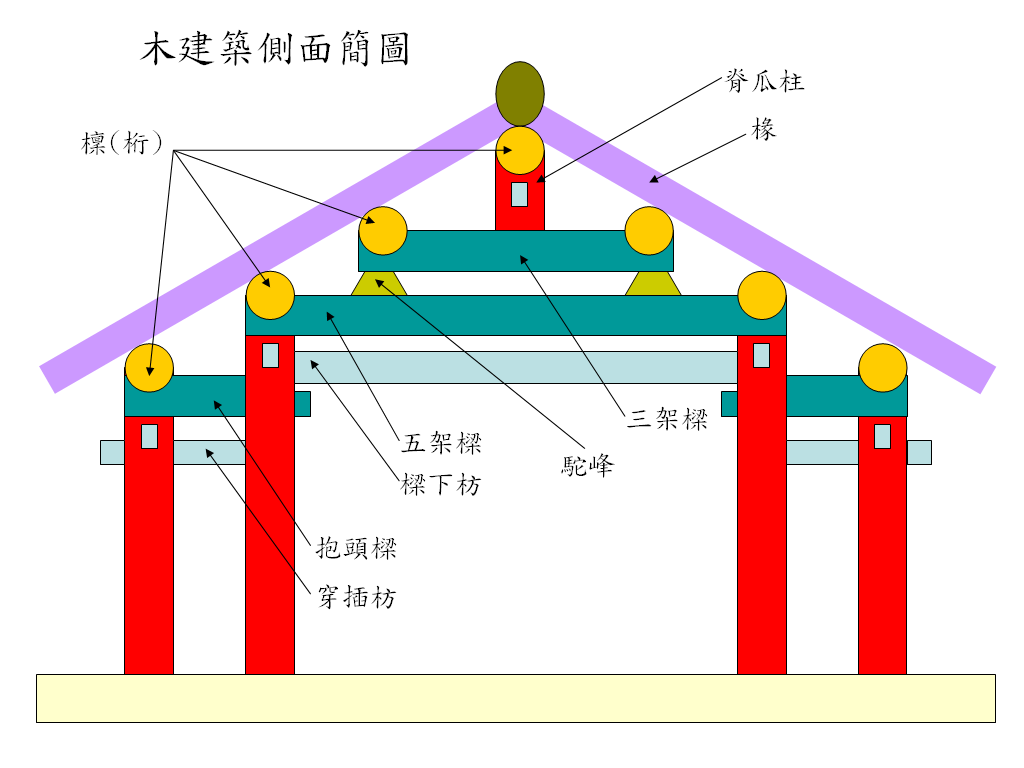
木建築主要組件名稱，側面簡圖

柱（column，pillar）是建築物中垂直的主結構件，承托在它上方物件的重量。在土木工程中，是主要承受轴向压力，用来支承上部结构并将荷载传至基础的竖向直粗杆。在几何学中，柱的立体形状，称为柱体，又分为圆柱、角柱（棱柱）。
在東亞傳統木建築中，橫樑直柱，柱陣列負責承托樑架結構及其他部分的重量，如屋檐，在主柱與地基間，常建有柱础。另外，亦有其他較小的柱，不置於地基之上，而是置於樑架上，以承托上方物件的重量，再透過樑架結構，把重量傳至主柱之上。例如脊瓜柱或蜀柱，是在樑架之上承托部分屋檐的重量。
中国古代的柱子多数为木造，属于大木作范围；间有石柱。明清时期，东南的一些地方普遍用石材或砖材制作檐柱，以取得更好的耐久性。为防水、防潮，木柱下垫以石质柱础，有时会在柱础和柱之间再增加一层石制或木制的柱櫍。

## 檐柱
在屋檐下的柱子称为檐柱，在外的称为外檐柱，在内的称为内檐柱。按清式營造則例，檐柱高60斗口，直径6斗口；或高等于面阔的6/7，口径等于柱高的1/10。

## 角柱
在建筑物四角的柱子，称为角柱。

## 金柱
在檐柱以内中线以外的柱子，称为金柱；金柱按内外位置，分别称为内金柱，外金柱。金柱高60斗口加廊步5举，直径=6.6斗口。

## 山柱
在山墙正中支撑屋顶的柱子，称为山柱。山柱直径=7斗口。

## 中柱
在建筑物中线上支撑屋脊的柱子，除山柱之外的，统称中柱。中柱的直径=7斗口。
植物学上，用作术语stele （页面存档备份，存于）的翻译，指维管植物茎初生结构中的复合组织，由中柱鞘、维管系统、髓等组成。

## 童柱
安置在横梁或枋之上的短柱称为童柱。童柱直径=6.6斗口。

## 瓜柱
安置在上下梁之间的短柱，称为瓜柱。

## 通柱
直通上下层的柱子称为通柱。

## 蜀柱
用在梁上又稱脊瓜柱、侏儒柱，安置於三架梁上用來支撐脊桁的短柱；用在枋上稱正心蜀柱、（人字栱上托）短柱，可看作斗栱或驼峰的一种。
- 樁柱
- 台柱